# دايفيد هولواي
دايفيد هولواي (بالإنجليزية: David Holloway)‏ هو لاعب كرة قدم أمريكية أمريكي، ولد في 4 ديسمبر 1983.